# من واقعاً دوست دارم امشب تو را ببینم
«من واقعاً دوست دارم امشب تو را ببینم» (به انگلیسی: I'd Really Love to See You Tonight) ترانه‌ای است که توسط پارکر مک‌گی نوشته شده و توسط انگلند دن و جان فورد کولی از آلبوم سال ۱۹۷۶ «شب ها برای همیشه» ضبط شده است. در نهایت به مدت دو هفته در رتبه ۲ جدول بیلبورد هات ۱۰۰ قرار گرفت، پس از آهنگ «آن موسیقی بد بو را پخش کنید» از وایلد چری در نمودار بزرگسالان معاصر قرار گرفت.  بیلبورد آن را به عنوان آهنگ شماره ۲۱ برای سال ۱۹۷۶ رتبه‌بندی کرد  همچنین به رتبه ۲۶ در جدول تک‌آهنگ‌های بریتانیا رسید.
ریکورد ورلدز آن را یک آهنگ درخشان با قلاب ملودیک فوق‌العاده‌اش نامید. 